# ナミベ州
ナミベ州（ナミベしゅう、ポルトガル語: Província do Namibe）は、アンゴラの州。大西洋に面し、寒流であるベンゲラ海流の影響を受け、南のナミブ砂漠に続く乾燥した気候である。面積57,500平方キロメートル、人口495,326人（2014年国勢調査）。州都は港町のモサメデス（旧称ナミベ）であり、この街に州人口の約6割に当たる36万人が暮らす。
独立後しばらくは州都と同名のモサメデス州という名だったが、1985年に州都と同時に「ナミベ」へ改名された。由来は南にあるナミブ砂漠である。ただし州都は2016年に名称をモサメデスへ差し戻されている。
イオナ国立公園はこの州にある。海岸の砂漠では白亜紀後期の鮫、亀、首長竜、竜脚下目などの化石が出土する。

## 隣接州
- ベンゲラ州
- ウイラ州
- クネネ州 (アンゴラ)
- クネネ州

## ムニシピオ
ナミベ州は5つのムニシピオに区分される。
- Bibala
- Camacuio
- モサメデス（Moçâmedes）
- Tômbua
- Virei